# 最高知識責任者
最高知識責任者（さいこうちしきせきにんしゃ、英: chief knowledge officer）とは、知識の保存によって企業価値が最大限になるよう保障する責任がある役員のことである。英語の略称であるCKO（シー・ケー・オー）などとも呼ばれる。

## 概要
CKOは、CIOの名前だけを書き換えたものだけではなく、より広い範囲の情報管理の仕事を担当する。CKOは、以下のような投下した資本からの利益回収を助けることができる―知識(従業員、業務手順、知識の資本)、抽象的な資本(仕事のやり方、特許権、顧客との関係性)の活用、成功を繰り返す、一番よい業務工程、技術革新、そして組織を再構成したあとに企業の保持する知識が減ることを防ぐ―。
CKOは、以下のようなことに対して責任を持つ。
1. 知識管理を指導する企業全体の構成を展開する
2. 企業間、そして企業内での知識の行動指針を活動的にさせる
3. 知識の構造基盤の発展を監督する
4. 関係、調和、情報伝達を促進させる

CKOは、幅広い技能を持っていなければならない。そして、多種多様な状況や支持（表現、知識の行動指針の促進と正当化、さらには冷笑やあからさまな敵意）、プロジェクトや従業員の管理(様々な活動に対する監督、細部への注意、動機付けする能力)、コミュニケーション（知識の行動指針の明確な伝達、他人の言うことをよく聞く力をもつことや組織の好機や障害に敏感になること）、リーダーシップ、チームワーク、影響力、そして対人関係の能力を育成･理解させることがうまくなければならない。これらの能力をうまく組み合わせることができているCKOは、組織の改善に対してすばらしい指導者となる。なお、現在の日本では法的にCKOを定義する法律は存在せず、CEO等と同様企業の内部呼称でしかない。

## 知識のライフサイクル
Sunassee と Sewryは、組織において個人や組織の知識獲得の場を作成して維持するために、知識のライフサイクルというものを提案した。それは、以下の手順で進める。
1. 新しい知識を作る
  1. 新しい知識を認識する
  2. 既存の、そして古い知識を確認する
2. 組織と関連が深い知識が何か理解する
3. 選択された知識を事実であると証明する
4. 知識を収集、組織化する
5. 知識を普及、利用する
6. 新しい知識を作るために、新しい知識を統合し、前提を再評価する

CKOは、知識のライフサイクルの各段階や知識の利用に対して積極的に関与するであろう。このライフサイクルの最終段階である前提の再評価の活動は、組織によって作成された新しい知識を作るための新たな前提や組織に補完される。この活動は革新的な知識や、組織の新製品開発や仕事のやり方の考案を引き起こすであろう。

## その他のCKO業務
- 個人的学習や刷新的思考を引き起こす
- 褒賞計画や動機付けを実行する
- 技術は知識経営への取り組む必要があることを定め、その技術を実行する
- 組織の学習を創造することが容易になるよう、仕事のやり方を決める
- 業務において知識管理の重要性を計測する

## 総務部門との関係
日本企業においては総務部門（総務部）がCKOの直属のスタッフとなり、CKOの方針を実行してゆくことが多い